# Матей I Басараб
Матей I Басараб (на румънски: Matei Basarab), срещан още и като Матей Бранковяну или Матей Брънковяну, е господар на Влашко (1632 – 1654) и се титулова като „Аз Матей Бесараб, господар и войвода на земята угровлашка и на цялото Подунавие“.

## Произход и младост
Има се за внук на Нягое I Басараб и принадлежи по родствената линия на клона Крайовеску. Майка му се казвала Станка. Благородническият произход му се оспорва още приживе. Става господар на цяла Влахия благодарение на сеймените, които в края на живота му се бунтуват.
Като млад е воин в армията на Михаил Витязул, където се издига до командир/капитан на свободните хора в армията. Жени се за четвъртата дъщеря на великия логотет на Влахия, поради което търпи критики, че е от скромен произход и носи фамилията Басараб само церемониално.

## Управление
Матей е начело на недоволните местни от управлението на чуждоезичните гърци във Влашко, изпращани от Константинопол, благодарение на което се и налага като естествен предводител на съпротивата в бурните години на женския султанат на Кьосем Султан.
Сваля от власт във Влахия Раду XI Илияш – с помощта на пашите на Силистрия и Очаков. През зимата на 1632/33 г. е в Константинопол, откъдето през март се сдобива с тапия за признание от султана на титула му „господар и войвода“.
През 1635 г. става съюзник с Дьорд I Ракоци, владетел на Трансилвания. На четири пъти постфактум потвърждава съюзните си отношения с Трансилвания – през 1638, 1640, 1647 и 1650 г., поради и което е непрестанно в много сложни и неприятелски отношения с Василий Лупу. Сключва мирни договори с османците (1636), Реч Посполита (1637) и Венецианската република (1639).
Още с идването на власт в Княжество Молдова на Василий Лупу (1634) се отпочва влашко-молдовска конфронтация, успешно логистирана и разпалвана като лична владетелска вражда от Високата порта. Лупу се опитва да наложи начело на Влахия сина си Йоан, а Матей в Молдова – Йоан Могила, който е в изгнание в Трансилвания. В битка при Фокшани (1637) войската на Лупу е разбита от силите на Матей и от Константинопол му потвърждават признанието на титула. Влиза в съюз с трансилванците, което кара Лупу да търси подкрепата на Константинопол, казаците и кримските татари – срещу него.
През 1639 г. Лупу се сдобива с тапия от Портата за сина си, като „господар на Влахия“. Започват бойни действия, но отново през декември силите на Лупу са разбити. С посредничеството на Ракоци между Матей и Лупу е сключен мир, който е подновен през 1644 г. с посредничеството на митрополит Варлаам. През 40-те години на 17 век Матей опитва да създаде антиосмански съюз между трите княжества – по примера на Витязул, но се проваля в тази си дипломатическа акция.
През 1648 г. избухва нов конфликт между Матей и Лупу и последният се обръща за помощ към Богдан Хмелницки и кримския хан Ислям III Герай. През април 1653 г. Матей организира заговор за свалянето на Лупу от власт в Молдова, подкрепяйки с Ракоци претендента за владетел – Георги Стефан. В реакция във Влашко нахлува казашка войска начело с Тимотей Хмелницки. В битка при Финта Матей отново побеждава силите на Лупу, но е ранен. През следващата година избухва бунт на сеймените (превзели столицата Търговище), на които разчита (наследили акънджиите), и в хода на преговорите за удовлетворяване на исканията им – умира.

## Политическо и културно наследство
Въпреки военните конфликти с молдовския владетел Василий Лупу, управлението на Матей Басараб способства за стопанското и културно развитие и издигане на Влахия. С помощта на Петър Могила отваря първите две печатници във Влашко – в Къмпулунг и в Говор.
През 1652 г. излиза първият исторически свод с позитивно право във Влахия (Pravila de la Govora (1640), Pravila lui Matei Basarab (1652)), който представлява осъвременена рецепция на старо византийско право.
При управлението на Матей Бесараб са издигнати повече от 45 православни църкви и манастири на територията на днешна Румъния. Всички те със спомоществователството му по един или друг начин. Ктитор на Атон (през 1645 г. плаща данъците на цяла Света гора) и на редица църкви и манастири на територията на днешна България – във Видин, Свищов и другаде. От друга страна, заради тесните си връзки със Седмиградско насърчава латинското влияние в земите си и от това време датират първите наченки за изместване и забвение на книжовната и употребима влахо-молдовска редакция. Намира съюзник и в лицето на Кирил Лукарис, който освещава през 1634 г. издигнатата от Матей съборна манастирска църква „Свети Архангели“ в Слобозия.
Без стабилното му и дълготрайно управление е трудно да се представи последвалата епоха на разцвет при Константин Бранковяну. Въпреки строително-просветителското си дело успява да поддържа и постоянна 40-хилядна армия на свое разположение.
От времето на Матей Басараб са първите документирани сведения за българи във Влашко, наричани още „сърби“.

## Българската мисия и Матей Бесараб
През 1647 г. Петър  Парчевич и Франческо Соимирович се отправят на важна диплотамическа мисия при полско-литовския крал Владислав IV Кажимеж, като му обещават  българската корона, ако нахлуе с армия в османските семи. Също така му обещават да го подкрепят с 40 000 българи-бунтовници. Пратениците се ползват с поскрепата на Матей Бесараб. Владислав IV поставя като условие подкрепата на Жечпосполита и Венеция, но е благосклонен към идеята. Подарява на духовниците малък свой портрет с думите "имайте ме привиден и нарисуван, докато не дойда жив и истински".  Плановете са отложени, заради смъртта на Владислав IV през следващата пролет. В края на 1649 г. в град Търговище, столицата на Влахия, архиепископ Петър Богдан се среща с Матей Басараб, след което намиращият се по това време в Молдова Петър Парчевич е натоварен с нова мисия. Той посещава последователно Варшава, където новият крал Ян II Кажимеж дава принципно съгласие за военни действия; после Виена, където не среща подкрепа; и  накрая Венеция, където в началото на юли се среща два пъти с дожа Франческо Молин, който не обещава друго съдействие, освен войната, която Венеция вече води срещу османците в Крит. За съжаление дипломатическите усилия на П.Парчевич, Фр.Соимирович и П.Богдан са безуспешни, но улесняват пътя на Чипровското въстание

## Рода Бесараб и българската връзка
Сред видните представители на династията Бесараб е и Теодора Басараб - влашка принцеса и първа съпруга на българскит цар  Йоан  (Иван) Александър  (1331-1371), майка на Йоан Срацимир (1396)

## Свързани статии
- Свети Трима Светители (Яш)